# Kanton Castifao-Morosaglia
Kanton Castifao-Morosaglia (francouzsky Canton de Castifao-Morosaglia) je francouzský kanton v departementu Haute-Corse v regionu Korsika. Tvoří ho 10 obcí.

## Obce kantonu
- Asco
- Bisinchi
- Castello-di-Rostino
- Castifao
- Castineta
- Gavignano
- Moltifao
- Morosaglia
- Saliceto
- Valle-di-Rostino